# Fernand Clare
Fernand Clare (* 15. Oktober 1911; † 1971) war ein französischer Jazzmusiker (Tenorsaxophon, Klarinette, Arrangement, Komposition).
Clare arbeitete zunächst an der Côte d’Azur, u. a. als Begleiter des amerikanischen Pianisten Herman Chittison. Nach einer Tournée mit Philippe Brun durch Frankreich und die Schweiz blieb er bei Brun, mit dem in Basel erste Aufnahmen entstanden, 1941/42 war er Solist bei The Lanigiros (Aufnahmen für Columbia). Im Frühling 1945 kehrte er nach Frankreich zurück, um als Arrangeur für verschiedene große Ensembles tätig zu sein. In Paris leitete er ein Ensemble, mit dem er u. a. im Pariser Olympia auftrat und für die Label Cantoria und Odeon mehrere Titel wie „Boogie Woogie“ oder „Re Bop Dance“ einspielte. In seiner Band spielte auch Georges Grenu. In diesen Jahren betätigte er sich u. a. als Komponist von Songs („Si tu le veux“, mit Max Vany) sowie als Filmkomponist für den Film Chaleurs d'été (1959, Regie Louis Félix). Im Bereich des Jazz war er zwischen 1941 und 1955 an 18 Aufnahmesessions beteiligt.